# Luca Ludwig

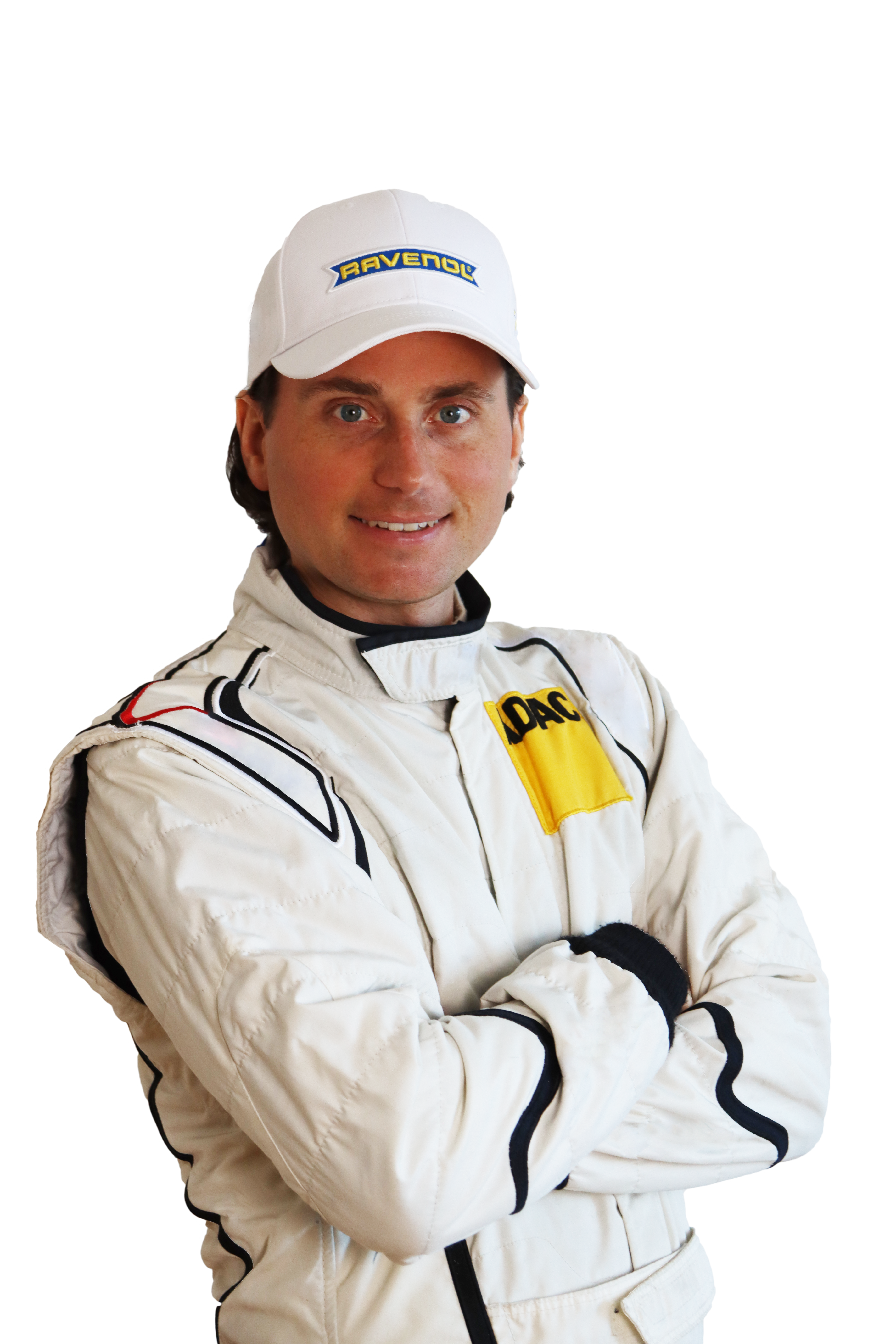
Luca Ludwig im Jahr 2022

Luca Ludwig (* 4. November 1988 in Bonn) ist ein deutscher Autorennfahrer. Er ist der Sohn des dreimaligen Deutschen Tourenwagen-Meisters Klaus Ludwig.

## Karriere
Ludwigs Vater Klaus war für Ford, Porsche und Mercedes-Benz in der Touren- und Sportwagenszene aktiv. Luca Ludwig begann nach dem Abitur im Alter von 19 Jahren mit dem Rennsport. Er bestritt im September 2008 sein erstes Automobilrennen auf der Nürburgring Nordschleife. Beim ADAC-GT-Masters-Saison 2009 führten drei Rennsiege sowie zahlreiche Podestplätze im Cockpit einer Callaway Competition Corvette, welches er sich mit Marc Hennerici teilte, zur Vizemeisterschaft des ADAC GT Masters – knapp geschlagen von Ex-DTM-Fahrer Christian Abt.
Abt wurde sein Teamchef, als Luca Ludwig beim ADAC-GT-Masters-Saison 2010 neben Christopher Mies und Jens Klingmann für Abt Sportsline fuhr und die erstmals ausgetragene Deutsche GT-Meisterschaft gewann. Auf einem Abt-Audi R8 LMS landete er am Saisonende auf Rang drei im Klassement des ADAC GT Masters. Der größte Erfolg gelang jedoch beim 24-Stunden-Rennen auf der Nordschleife mit einem dritten Platz. Der von Phoenix Racing eingesetzte Audi R8 LMS erreichte zudem Platz eins seiner Klasse.
2011 fuhr Luca Ludwig im Abt-Audi als Fahrer des Audi-Kaders. Mit einem Sieg und drei weiteren Podesträngen erreichte er Rang vier in der Meisterschaft. Zudem wurde er in den Audi-Werkskader für das 24-Stunden-Rennen auf dem Nürburgring berufen. An der Seite von Fahrern wie Mattias Ekström und Timo Scheider gelang ihm und seinem Abt Audi Team wegen eines technischen Problems nicht der große Erfolg. Bei den anschließenden VLN-Läufen auf der Nordschleife, von denen Luca Ludwig zwei im Phoenix Audi bestritt, konnte er jedoch erneut einen Podiumsplatz erreichen. 2012 bestritt Luca Ludwig alle VLN-Läufe für das Audi Sport Team Phoenix. Beim 24-Stunden-Rennen auf dem Nürburgring wurde er in diesem Jahr von Raeder Motorsport auf einem Audi R8 verpflichtet.
Luca Ludwig fuhr seit Mitte der Saison 2013 auf einem Mercedes-Benz SLS AMG GT3. Neben einigen Events zur Blancpain Endurance Series wurde er bei den ADAC GT Masters sowie beim 12h-Rennen in Sepang, Malaysia eingesetzt, wo er die Pole-Position eroberte. Zudem ist er Mitglied der AMG Driving Academy.
Beim ADAC GT Masters 2015 gewann Ludwig zusammen mit Sebastian Asch die Gesamtwertungs in einem Zakspeed-Mercedes-Benz SLS AMG GT3. Im Jahr 2016 setzte er sein Engagement im ADAC GT Masters fort, schaffte es jedoch nicht den Meistertitel mit dem neuen Mercedes-AMG GT3 zu verteidigen. In Hockenheim beendete er die Saison auf Gesamtrang sechs. Auch bei den 24-Stunden-Rennen auf dem Nürburgring fuhr er im Mercedes AMG GT3 auf den sechsten Platz.
Mit Start des Jahres 2018 wechselte er zu Ferrari. Bei HB Racing startete er beim ADAC GT Masters in Oschersleben auf einem Ferrari 488 GT3. Für  Ferrari ging er im ADAC GT Masters (für HB Racing), bei der Ferrari Challenge und auch auf dem Nürburgring (im Fahrzeug vom Team Octane126) mehrfach an den Start. Beim Qualifying für die 24 Stunden vom Nürburgring 2020 erreichte er Gesamtrang zwei.
Mit der ersten Pole beim 24-Stunden-Rennen auf dem Nürburgring 2022 erfüllte sich Ludwig einen Traum und seinen schönsten Tag der letzten zehn Jahre, wie er im Interview sagte. Er fuhr auf einem Ferrari 488 GT3 Evo20 für das octane126-Team. Interessant dabei war, dass dieser Ferrari aufgrund eines Unfalls drei Wochen vorher ein Totalschaden war und vom Team ganz neu aufgebaut werden musste. Ludwig benötigte nur 8:09.469 Minuten für seine schnellste Runde und bescherte damit der Marke Ferrari erst die zweite Pole-Position bei einem 24-Stunden-Rennen auf dem Nürburgring. Im Rennen selbst schied das Team nach 12:45 Stunden und 77 gefahrenen Runden aus.

## Sonstiges
Als Instruktor gibt Ludwig Rennstrecken-Trainings, absolviert Fahrten mit Gästen im Renntaxi und ist Teil des Instruktoren-Teams von Mercedes und Ferrari, wo er bei verschiedensten Events vor Ort ist. Weiterhin begleitet er als Moderator die Präsentation von neuen Fahrzeugen und hält das historische Erbe von Mercedes-Benz als Markenbotschafter lebendig.

## Statistik

### Karrierestationen
| - 2008: VLN Langstreckenmeisterschaft Nürburgring - 2009: ADAC GT Masters (Platz 2) - 2009: 24h Nürburgring (Platz 10 und Klassensieg) - 2010: ADAC GT Masters (Platz 3) - 2010: 24h Nürburgring (Platz 3 und Klassensieg) - 2010: Deutsche GT-Meisterschaft (Meister) - 2011: ADAC GT Masters (Platz 4) - 2011: 24h Nürburgring (Platz 8) - 2011: VLN Langstreckenmeisterschaft Nürburgring - 2011: Deutsche GT-Meisterschaft (Platz 4) - 2012: ADAC GT Masters - 2012: Blancpain Endurance Series (Platz 6) - 2012: 24h Nürburgring - 2012: VLN Langstreckenmeisterschaft Nürburgring - 2013: ADAC GT Masters - 2013: Blancpain Endurance Series (Platz 19) | - 2013: VLN Langstreckenmeisterschaft Nürburgring - 2013: 24h Nürburgring (Platz 8) - 2013: 12-Stunden-Rennen von Sepang - 2014: ADAC GT Masters (Platz 11) - 2014: VLN Langstreckenmeisterschaft Nürburgring - 2015: ADAC GT Masters (Meister) - 2015: 24h Nürburgring - 2016: ADAC GT Masters (Platz 6) - 2016: 24h Nürburgring (Platz 6) - 2017: ADAC GT Masters (Platz 11) - 2018: ADAC GT Masters (Platz 12) - 2019: ADAC GT Masters (Platz 15) - 2019: 24h Nürburgring (Platz 6) | - 2020: Nürburgring Langstrecken-Serie - 2020: 24h Nürburgring (DNC) - 2021: Nürburgring Langstrecken-Serie - 2021: 24h Nürburgring (DNF) - 2021: Ferrari Challenge - 2022: Nürburgring Langstrecken-Serie - 2022: 24h Nürburgring |